# Loma (Dakota del Norte)
Loma es una ciudad ubicada en el condado de Cavalier en el estado estadounidense de Dakota del Norte. En el censo de 2010 tenía una población de 16 habitantes y una densidad poblacional de 0,23 personas por km².

## Geografía
Loma se encuentra ubicada en las coordenadas 48°38′16″N 98°31′33″O / 48.63778, -98.52583. Según la Oficina del Censo de los Estados Unidos, Loma tiene una superficie total de 69.49 km², de la cual 68.45 km² corresponden a tierra firme y (1.49%) 1.04 km² es agua.

## Demografía
Según el censo de 2010, había 16 personas residiendo en Loma. La densidad de población era de 0,23 hab./km². De los 16 habitantes, Loma estaba compuesto por el 100% blancos, el 0% eran afroamericanos, el 0% eran amerindios, el 0% eran asiáticos, el 0% eran isleños del Pacífico, el 0% eran de otras razas y el 0% pertenecían a dos o más razas. Del total de la población el 0% eran hispanos o latinos de cualquier raza.